# Emanuel Rego
Emanuel Fernando Scheffer Rego (Curitiba, 15 aprile 1973) è un ex giocatore di beach volley brasiliano, campione olimpico ad Atene 2004.
È sposato con l'ex pallavolista ed ex giocatrice di beach volley Leila Barros.

## Biografia
Ha debuttato nel circuito professionistico internazionale il 1º febbraio 1994 a Rio de Janeiro, in Brasile, in coppia con Aloizio Claudino piazzandosi in 4ª posizione. Il 22 giugno 1995 ha ottenuto la sua prima vittoria nel World tour a Marsiglia, in Francia, insieme a José Marco de Melo. Nel massimo circuito FIVB ha trionfato per 72 volte con cinque partner differenti e per dieci volte ha concluso la classifica finale in prima posizione.
Ha preso parte a cinque edizioni dei Giochi olimpici, vincendo il titolo olimpico ad Atene 2004 e conquistando la medaglia di bronzo a Pechino 2008, in coppia con Ricardo Santos, nonché la medaglia d'argento a Londra 2012 insieme a Alison Cerutti.
Ha altresì partecipato a diverse edizioni dei campionati mondiali, conquistando per tre volte una medaglia e in tutte e tre le occasioni quella d'oro: a Marsiglia 1999, a Rio de Janeiro 2003 e a Roma 2011, ogni volta con un partner diverso, rispettivamente José Loiola, Ricardo Santos e Alison Cerutti.
Ha vinto inoltre due medaglie d'oro ai Giochi panamericani di Rio de Janeiro 2007 e di Guadalajara 2011, insieme a Ricardo Santos e Alison Cerutti.

## Palmarès

### Giochi olimpici
- 1 oro: ad Atene 2004
- 1 argento: a Londra 2012
- 1 bronzo: a Pechino 2008

### Campionati mondiali
- 3 ori: a Marsiglia 1999, a Rio de Janeiro 2003 ed a Roma 2011

### Giochi panamericani
- 2 ori: a Rio de Janeiro 2007 ed a Guadalajara 2011

### Coppa del Mondo
- 1 oro: a Campinas 2013

### World tour
- Vincitore per 10 volte della classifica generale: nel 1996, nel 1997, nel 1999, nel 2001, nel 2003, nel 2004, nel 2005, nel 2006, nel 2007 e nel 2011
- 146 podi: 72 primi posti, 35 secondi posti e 39 terzi posti

#### World tour - vittorie
| Data              | Località               | Nazione             | in coppia con      |
| ----------------- | ---------------------- | ------------------- | ------------------ |
| 25 giugno 1995    | Marsiglia              | Francia             | José Marco de Melo |
| 19 agosto 1995    | Ostenda                | Belgio              | José Marco de Melo |
| 3 settembre 1995  | Santa Cruz de Tenerife | Spagna              | José Marco de Melo |
| 24 settembre 1995 | Bali                   | Indonesia           | José Marco de Melo |
| 23 dicembre 1995  | Città del Capo         | Sudafrica           | José Marco de Melo |
| 7 aprile 1996     | Marbella               | Spagna              | José Marco de Melo |
| 11 agosto 1996    | Pornichet              | Francia             | José Marco de Melo |
| 25 agosto 1996    | Lignano Sabbiadoro     | Italia              | José Marco de Melo |
| 8 settembre 1996  | Santa Cruz de Tenerife | Spagna              | José Marco de Melo |
| 20 ottobre 1996   | Carolina               | Porto Rico          | José Marco de Melo |
| 23 febbraio 1997  | Rio de Janeiro         | Brasile             | José Marco de Melo |
| 6 luglio 1997     | Berlino                | Germania            | José Marco de Melo |
| 3 agosto 1997     | Klagenfurt             | Austria             | José Marco de Melo |
| 17 agosto 1997    | Ostenda                | Belgio              | José Marco de Melo |
| 7 dicembre 1997   | Fortaleza              | Brasile             | José Marco de Melo |
| 2 agosto 1998     | Klagenfurt             | Austria             | José Loiola        |
| 9 agosto 1998     | Espinho                | Portogallo          | José Loiola        |
| 6 settembre 1998  | Santa Cruz de Tenerife | Spagna              | José Loiola        |
| 13 settembre 1998 | Alanya                 | Turchia             | José Loiola        |
| 17 gennaio 1999   | Mar del Plata          | Argentina           | José Loiola        |
| 11 luglio 1999    | Stavanger              | Norvegia            | José Loiola        |
| 18 luglio 1999    | Lignano Sabbiadoro     | Italia              | José Loiola        |
| 1º agosto 1999    | Klagenfurt             | Austria             | José Loiola        |
| 8 agosto 1999     | Espinho                | Portogallo          | José Loiola        |
| 15 agosto 1999    | Ostenda                | Belgio              | José Loiola        |
| 18 giugno 2000    | Toronto                | Canada              | José Loiola        |
| 2 luglio 2000     | Chicago                | Stati Uniti         | José Loiola        |
| 6 agosto 2000     | Klagenfurt             | Austria             | José Loiola        |
| 13 agosto 2000    | Ostenda                | Belgio              | José Loiola        |
| 17 giugno 2001    | Santa Cruz de Tenerife | Spagna              | Tande Ramos        |
| 8 luglio 2001     | Stavanger              | Norvegia            | Tande Ramos        |
| 12 agosto 2001    | Ostenda                | Belgio              | Tande Ramos        |
| 16 settembre 2001 | Palma di Maiorca       | Spagna              | Tande Ramos        |
| 2 dicembre 2001   | Vitória                | Brasile             | Tande Ramos        |
| 7 luglio 2002     | Stavanger              | Norvegia            | Tande Ramos        |
| 6 luglio 2003     | Stavanger              | Norvegia            | Ricardo Santos     |
| 20 luglio 2003    | Marsiglia              | Francia             | Ricardo Santos     |
| 27 luglio 2003    | Espinho                | Portogallo          | Ricardo Santos     |
| 21 settembre 2003 | Carson                 | Stati Uniti         | Ricardo Santos     |
| 21 marzo 2004     | Salvador               | Brasile             | Ricardo Santos     |
| 30 maggio 2004    | Budva                  | Serbia e Montenegro | Ricardo Santos     |
| 6 giugno 2004     | Espinho                | Portogallo          | Ricardo Santos     |
| 4 luglio 2004     | Stavanger              | Norvegia            | Ricardo Santos     |
| 25 luglio 2004    | Stare Jabłonki         | Polonia             | Ricardo Santos     |
| 1º agosto 2004    | Klagenfurt             | Austria             | Ricardo Santos     |
| 19 giugno 2005    | Gstaad                 | Svizzera            | Ricardo Santos     |
| 3 luglio 2005     | Stavanger              | Norvegia            | Ricardo Santos     |
| 10 luglio 2005    | San Pietroburgo        | Russia              | Ricardo Santos     |
| 4 settembre 2005  | Atene                  | Grecia              | Ricardo Santos     |
| 23 ottobre 2005   | Salvador               | Brasile             | Ricardo Santos     |
| 29 ottobre 2005   | Acapulco               | Messico             | Ricardo Santos     |
| 4 giugno 2006     | Zagabria               | Croazia             | Ricardo Santos     |
| 25 giugno 2006    | Gstaad                 | Svizzera            | Ricardo Santos     |
| 2 luglio 2006     | Stavanger              | Norvegia            | Ricardo Santos     |
| 9 luglio 2006     | Marsiglia              | Francia             | Ricardo Santos     |
| 13 agosto 2006    | Stare Jabłonki         | Polonia             | Ricardo Santos     |
| 17 giugno 2007    | Espinho                | Portogallo          | Ricardo Santos     |
| 24 giugno 2007    | Parigi                 | Francia             | Ricardo Santos     |
| 8 luglio 2007     | Montréal               | Canada              | Ricardo Santos     |
| 5 agosto 2007     | Klagenfurt             | Austria             | Ricardo Santos     |
| 12 agosto 2007    | Kristiansand           | Norvegia            | Ricardo Santos     |
| 9 settembre 2007  | Stare Jabłonki         | Polonia             | Ricardo Santos     |
| 30 settembre 2007 | Fortaleza              | Brasile             | Ricardo Santos     |
| 8 giugno 2008     | Stare Jabłonki         | Polonia             | Ricardo Santos     |
| 15 giugno 2008    | Berlino                | Germania            | Ricardo Santos     |
| 26 aprile 2009    | Brasilia               | Brasile             | Ricardo Santos     |
| 22 maggio 2011    | Praga                  | Rep. Ceca           | Alison Cerutti     |
| 11 giugno 2011    | Pechino                | Cina                | Alison Cerutti     |
| 10 luglio 2011    | Gstaad                 | Svizzera            | Alison Cerutti     |
| 17 luglio 2011    | Mosca                  | Russia              | Alison Cerutti     |
| 12 giugno 2012    | Mosca                  | Russia              | Alison Cerutti     |
| 14 luglio 2012    | Berlino                | Germania            | Alison Cerutti     |

#### World tour - trofei individuali
- 2 volte miglior giocatore (MOP): nel 2006 e nel 2011
- 1 volta miglior schiacciatore: nel 2006
- 4 volte giocatore più sportivo: nel 2005, nel 2010, nel 2011 e nel 2012
- 3 volte giocatore maggiormente fonte di ispirazione: nel 2011 nel 2012 e nel 2015